# 1179

## Догађаји
- Википедија:Непознат датум — Трећи латерански сабор
- 10. јун – Битка код Марџ Ујуна

### Децембар
- Википедија:Непознат датум — Битка код Јаковљевог бунара